# كنيسة قبر مريم
كنيسة قبر القديسة مريم أو قبر مريم العذراء (باليونانية: Τάφος της Παναγίας)‏(بالأرمنية: Սուրբ Մարիամ Աստվածածնի գերեզման)‏ أو كنيسة العذراء (باللاتينية: Ecclesia Assumptionis)‏ هي كنيسة مسيحية مبنية حول قبر يهودي قديم منحوت في الصخر في وادي النار بالقرب من جبل الزيتون في القدس. يعتقد المسيحيون الشرقيون أنه مكان دفن مريم العذراء والدة يسوع. وذلك بعد اتفاق طوائفهم على ذلك قبل 250 عام.

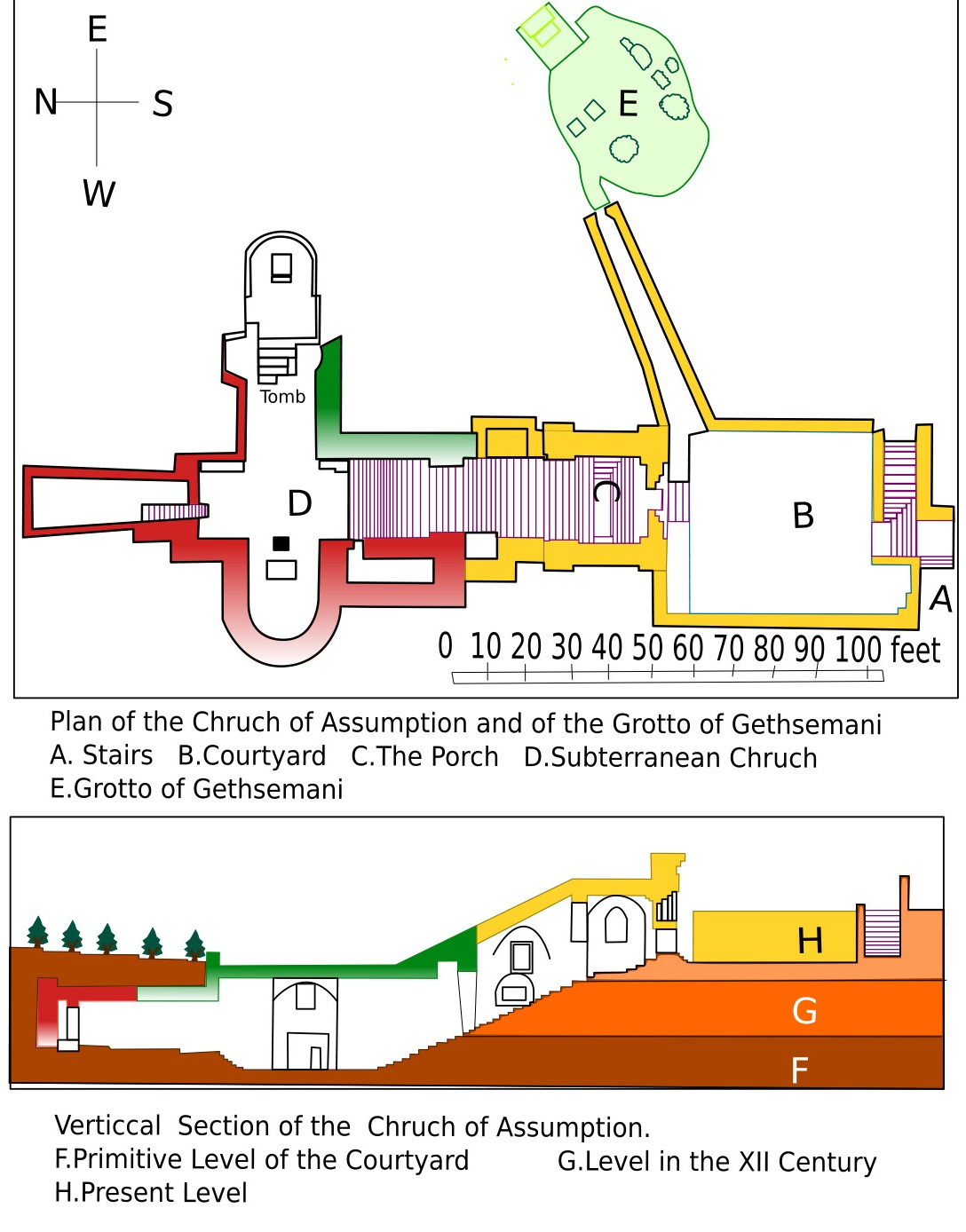
التخطيط والمقطع العرضي الرأسي للموقع

## التقليد المسيحي
يعلم التقليد المقدس للمسيحية الشرقية بأن مريم العذراء توفيت وفاة طبيعية (رقاد السيدة)، كأي إنسان آخر. ويعتقد أن المسيح استقبل روحها عند الموت وأن جسدها قام في اليوم الثالث بعد وفاتها، ونقلت روحاً وجسداً إلى السماء استعداداً للقيامة العامة. ووفقاً لهذا التعليم وُجد قبرها فارغاً في اليوم الثالث.
بينما يذكر التقليد الكاثوليكي الروماني يذكر أن مريم ربما نقل جسدها إلى السماء، وهو ما يُعرف بالافتراض. لا تزال المسألة مفتوحة في الكاثوليكية حول ما إذا كانت مريم قد توفيت طبيعيًا أم لا. قال البابا يوحنا بولس الثاني في 25 يونيو 1997 أن مريم توفيت وفاة طبيعية قبل رفعها إلى السماء.
وفقاً لرواية تُعرف باسم Euthymiaca Historia التي يُعتقد أن كيرلس من سكيثوبوليس كتبها في القرن الخامس، طلب الإمبراطور مارقيان وزوجته بلخريا من جوفينال بطريرك القدس أثناء حضوره مجمع خلقيدونية في عام 451 أن ينقل إليهما رفات العذراء. تذكر الرواية أن جوفينال قال بأنه في اليوم الثالث بعد دفنها وجد قبر مريم فارغاً، واحتفظ بكفنها في كنيسة جثسيماني. أرسل الكفن إلى القسطنطينية في عام 452 إلى كنيسة سيدة بلاشيرني (Panagia Blacherniotissa).

## التاريخ

### العصر الروماني
قام الراهب الفرنسيسكاني وعالم الآثار بيلارمينو باجاتي في عام 1972 بالتنقيب في الموقع واكتشف أدلة على وجود مقبرة قديمة تعود إلى القرن الأول. النتائج التي توصل إليها لم تخضع بعد لمراجعة الأقران من قبل المجتمع الأثري الأوسع ولم تقيم صحة تأريخها بشكل كامل. وفسر باجاتي البقايا على أنها تشير إلى أن الهيكل الأولي للمقبرة كان يتكون من ثلاث غرف كان القبر الفعلي هو الغرفة الداخلية للمجمع.

### العصر البيزنطي والإسلامي المبكر
فصل القبر الذي اعتقد المسيحيون المحليون أنه قبر مريم عن باقي المقبرة بقطع الصخور المحيطة به وبني هيكل صغير فوق القبر. ذكر جيروم مورفي أوكونور أن الكنيسة لم تُذكر إلا في أواخر القرن السادس، وأنها - إذا كانت قد دُمرت بالفعل في عام 614 - فقد أُعيد بناؤها وزارها أركولف (حوالي عام 670) ووصفها بأنها مكون من مستويين ومستديرة.

### عصر مملكة بيت المقدس
هدم الخليفة الحاكم بأمر الله الكنيسة عام 1009، أعاد الرهبان البندكتيبن فبناء الكنيسة في عام 1130 خلال حكم مملكة بيت المقدس. تضمن المبنى الصليبي كنيسة علوية مبنية على أنقاض سابقتها وكنيسة سفلية تتكون من سرداب بيزنطي مع إضافات بناها الصليبيون.

### ما بعد ذلك
هدم صلاح الدين الأيوبي الكنبية العلوية في عام 1187 ليستخدم حجارتها ليصلح بها أسوار القدس، لم يجري صلاح الدين أي تغيرات في الكنيسة السفلى باستثناء إزالته الأيقونات المسيحية منها.
كان رجال دين الكنيسة الأرثوذكسية اليونانية هم حراس الأماكن المقدسة حتى وصول الصليبيين الكاثوليك في عام 1099، حاول اليونان استعادة سيطرتهم على المواقع المسيحية الأخرى في عام 1757 منها هذا الموقع. لذلك أجبر الفرنسيسكان الذين كانوا يمتلكون الكنيسة منذ عام 1363 على تركها والمغادرة. دعمت المحاكم العثمانية هذا التغيير والذي أصبح يعرف فيما بعد إلى الوضع الراهن للأماكن المقدسة.

## الكنيسة

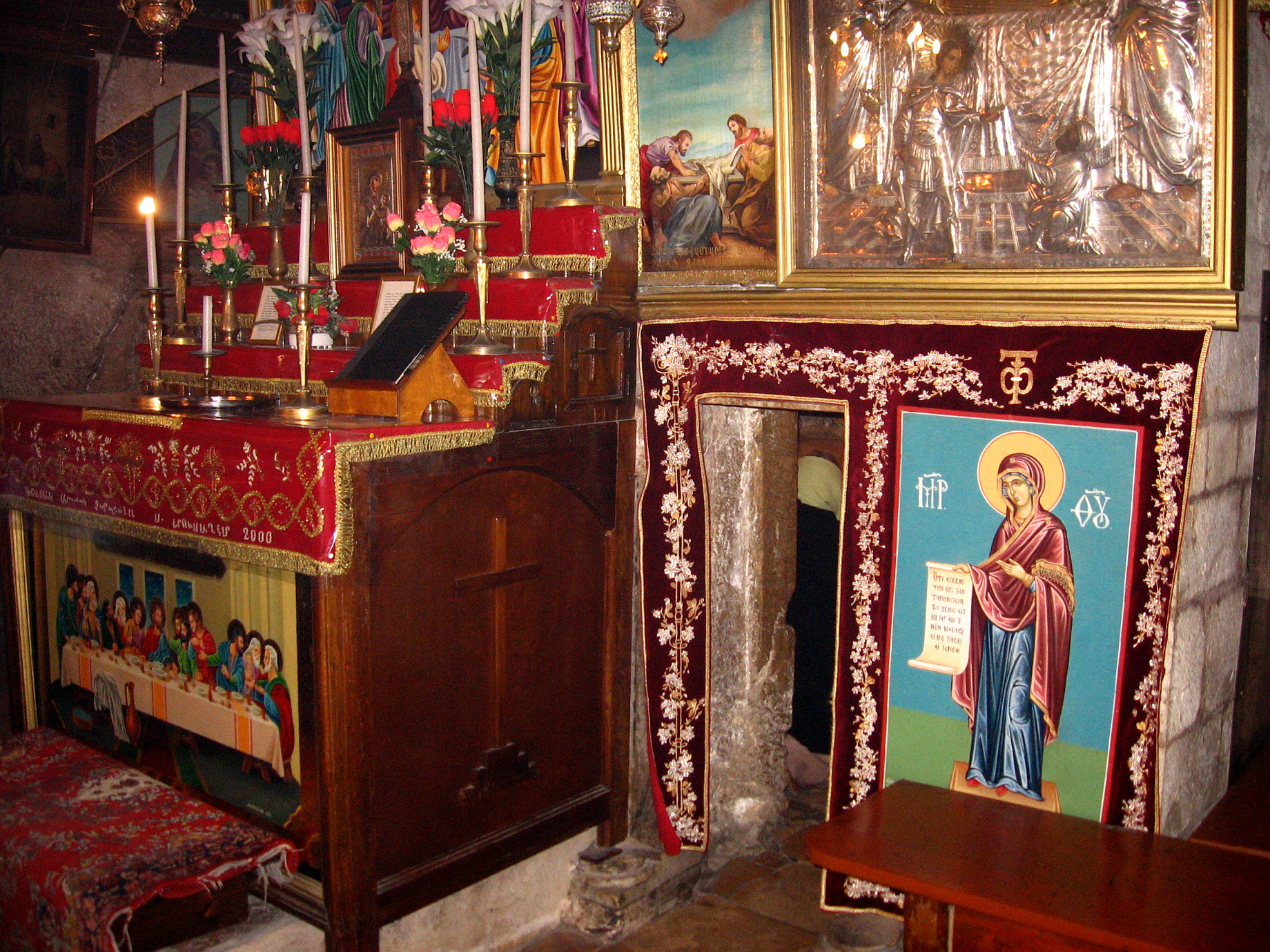
قبر مريم المنحوت في الصخر ومدخله، جانبه الأمامي مغطى بالأيقونات

الكنيسة الصليبية الحالية التي تضم القبر جزء منها منحوت في الصخر والجزء الأخر مبني، ويُدخل إليها عبر نازل واسع يعود تاريخ الجزء العلوي منه إلى القرن الثاني عشر. يمين الدرج في الشرق توجد كنيسة والدي العذراء مريم، يهوياقيم وحنة والتي أُقيمت أصلاً لتكون لقبر الملكة ميليسندا ملكة مملكة بيت المقدس ابنة بلدوين الثاني لكن أزال الروم الأرثوذكس نعشها من هذا المكان. وإلى اليسار (غربًا) توجد كنيسة القديس يوسف زوج مريم والتي أُنشئت أصلا لتكون كمدفن لاثنتين من قريبات بلدوين الثاني.
يوجد الدرج المؤدي إلى القبر في شرق الكنيسة. بالكنيسة أيضًا مذابح للطائفتين اليونانية والأرمنية في الجهة الشرقية، وبالقبر محراب يتجه نحو مكة وضع وقتما كان للمسلمون ملكية في الكنيسة، حاليًا لم يعد للمسلمين ملكيات في هذا الموقع.
تمتلك الكنيسة الرسولية الأرمنية وبطريركية القدس للروم الأرثوذكس هذا القبر، وللسريان والأقباط والإثيوبيون ملكيات صغيرة بها.
يوجد داخل الكنيسة أيقونة شهيرة تسمى Panagia Ierosolymitissa (سيدة القدس المقدسة) والتي يزعم التقليد أنها صنعت دون تدخل بشري.

## حقيقة القبر

### رواية أفسس
يروي إبيفانيوس السلاميسي من القرن الرابع الميلادي أن ماري ربما أمضت سنواتها الأخيرة في أفسس في تركيا. استمد قوله هذا من حضور يوحنا للمدينة وتعليم يسوع ليوحنا أن يعتني بمريم بعد موته. لكن يذكر إبيفانيوس أنه على أن الكتاب المقدس يذكر ذهاب يوحنا إلى آسيا الصغرى إلا أنه لم يذكر ذهاب مريم معه.

### الأبوكريفا
لا يذكر العهد الجديد أي معلومات حول نهاية حياة مريم أو دفنها، ويعتقد العديد من المسيحيين أنه لا يوجد شيء في الأبوكريفا الأصلية عنها، إلا أن بعض المسيحيين يعتقدون أن قبر مريم في جثسيمين بناء على كتاب يوحنا عن رقاد مريم المكتوب إما في القرن الأول أو الثالث أو الرابع أو السابع الميلادي.

### روايات القرن الرابع
يذكر الحاج أنطونيوس من بياتشينزا الذي كتب رحلاته في 560-570 م يذكر فيه عن هذه المنطقة «يظهر فيه قبر يقولون إن مريم المباركة قد رفعت إلى السماء منه».

## الطوائف الأخرى

### المسيحية
يعتقد التركمان الكيرايت وفقا للتقاليد النسطورية أن قبر مريم العذراء يوجد في ماري في تركمانستان، وأن اسم المدينة ما هو إلا تحريف لاسم مريم. يعتقد مسيحيو نينوى في شمال العراق أن قبر مريم يقع بالقرب من أربيل فيي نفس لتجاه ميلان مئذنة الجامع الكبير النوري في الموصل.

### الأحمدية
تعتقد الجماعة الأحمدية أن مريم دفنت في بلدة موري بباكستان وأن قبرها هو ضريح ماي ماري دا أشتان. لم يثبت صحة هذه الادعاءات أكاديميا بعد ولم يخضع لأي بحث دراسي أو أكاديمي ولم يأييده الكرسي الرسولي ولا أي شخص آخر.

## الاحتفالات
تُحمل الأيقونة الأرثوذكسية لرقاد السيدة العذراء في موكب في 25 أغسطس كل عام (12 أغسطس حسب التقويم اليولياني)، من ميتوشيون جثسيماني إلى كنيسة القيامة ومن ثم إلى قبر السيدة مريم، تبقى ف ي هذه الكنيسة خلال فترة الرقاد الأرثوذكسي (28 أغسطس) حتى تعاد في 5 سبتمبر (23 أغسطس بالتقويم اليولياني) في موكب آخر.

## المعرض

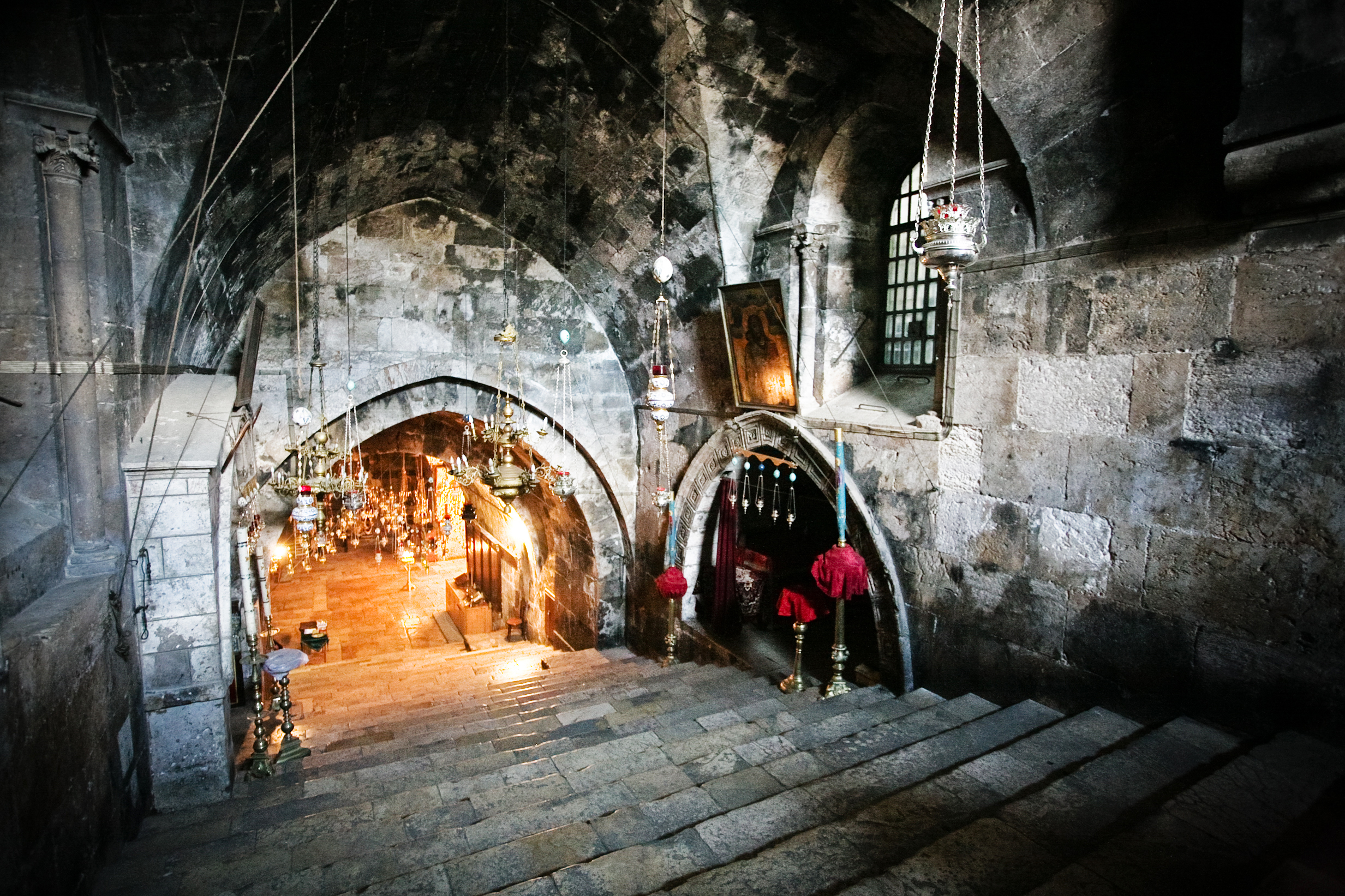
الدرج العلوي للكنيسة
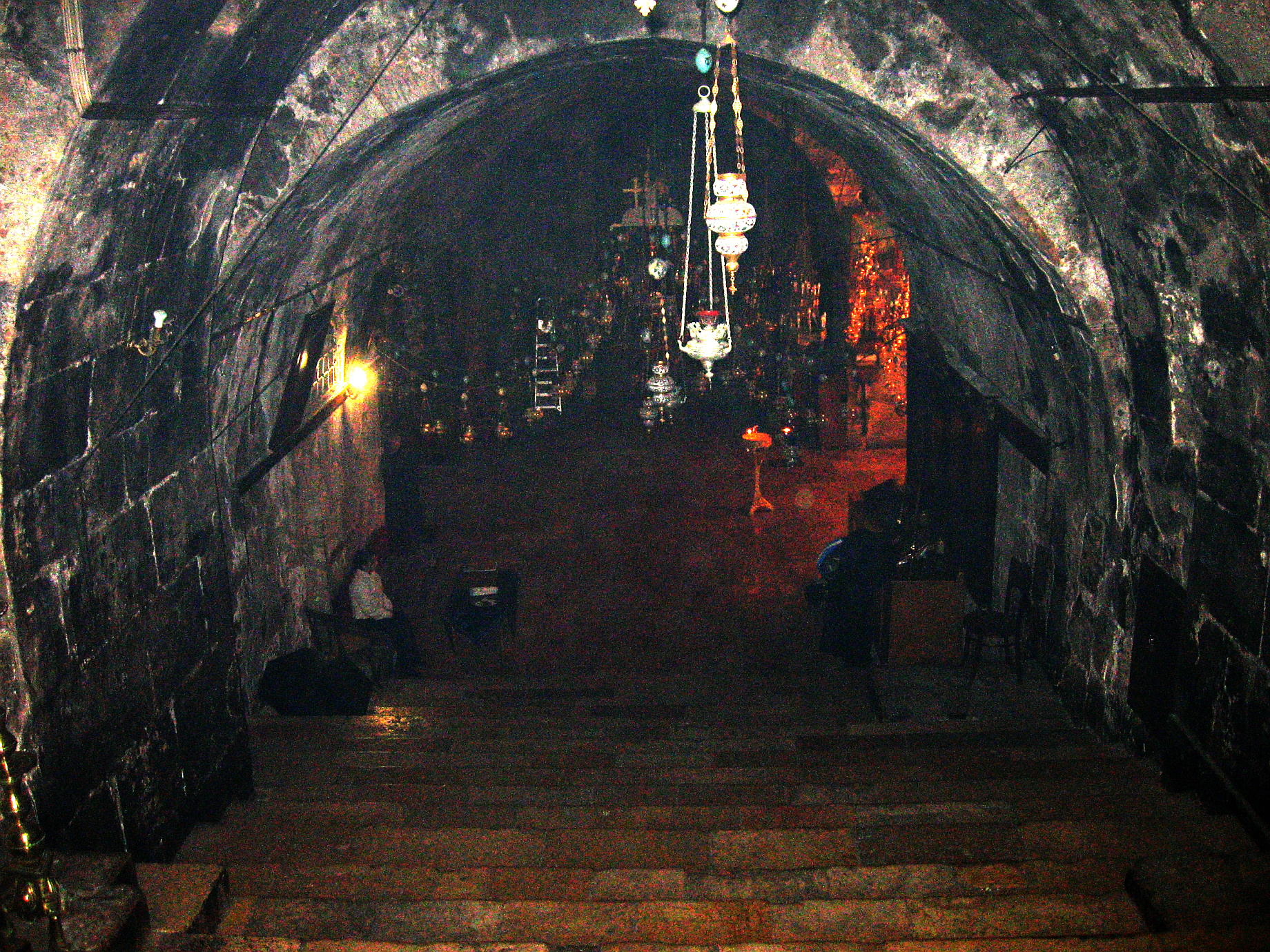
الدرج السفلي
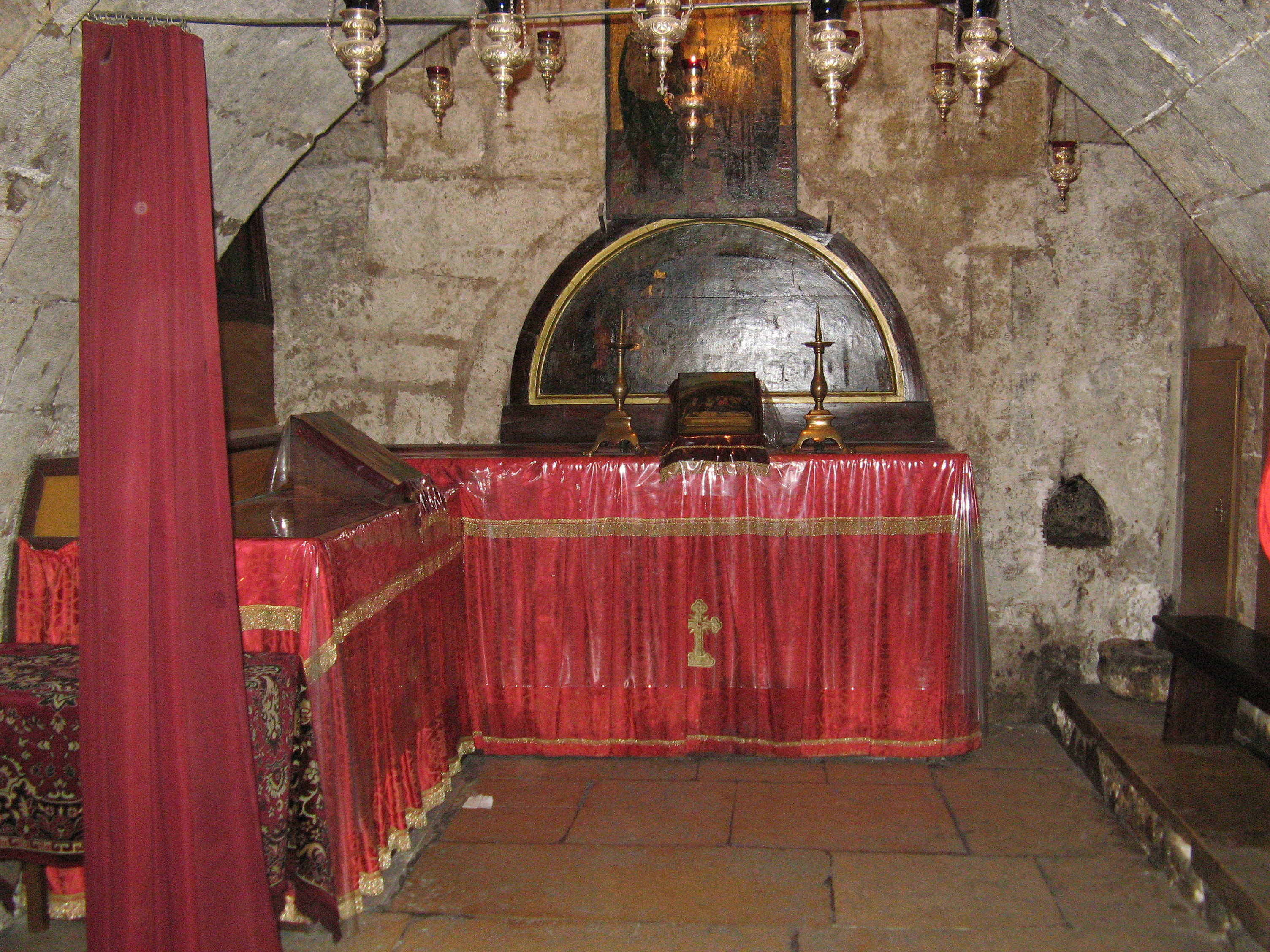
قبر الملكة ميليسندا
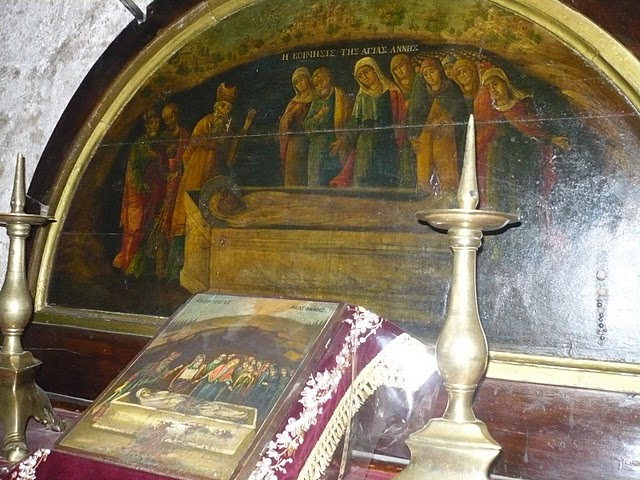
أيقونات في كنيسة والدي مريم العذراء
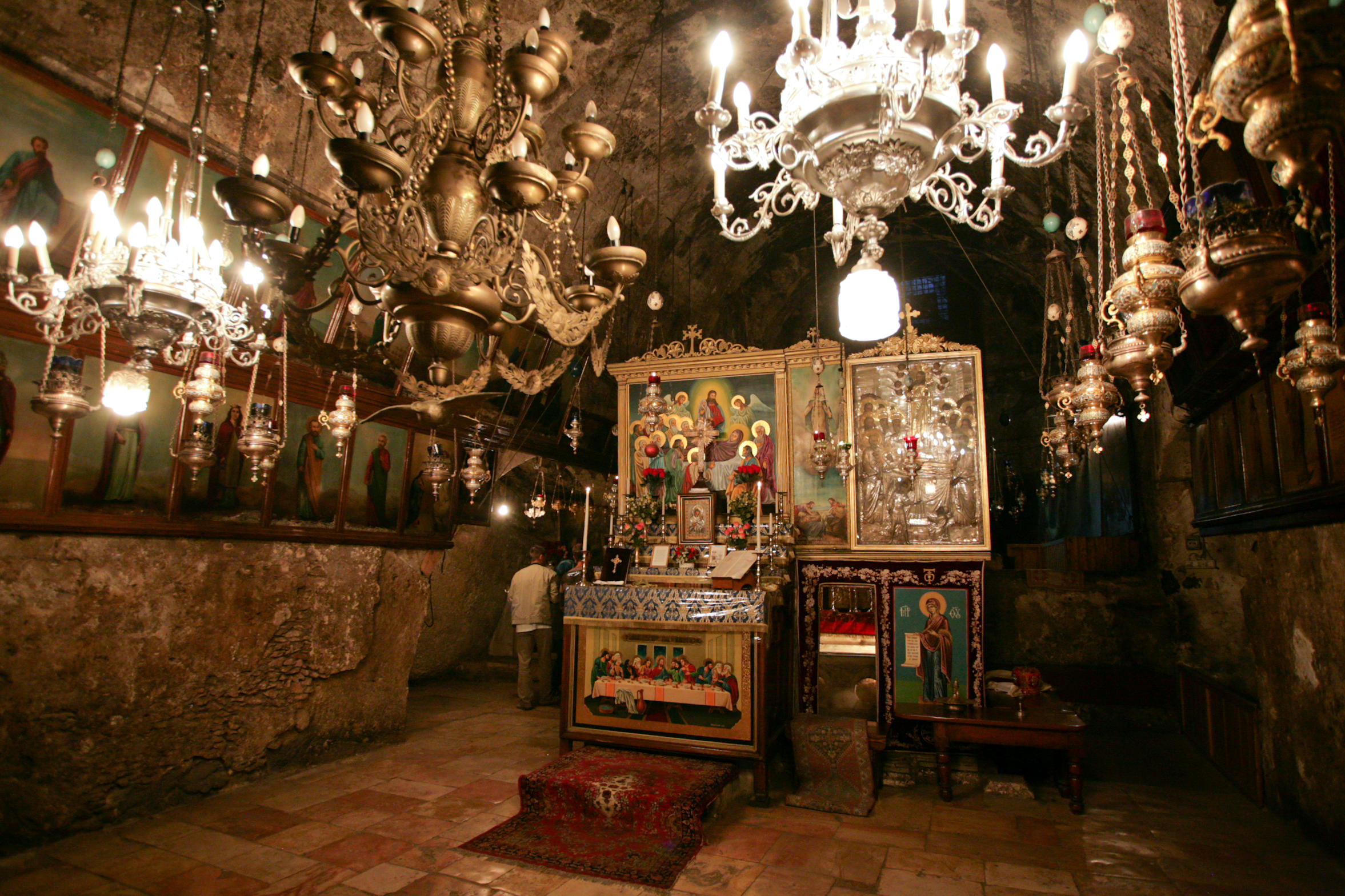
باب المدخل المغطى بالأيقونات
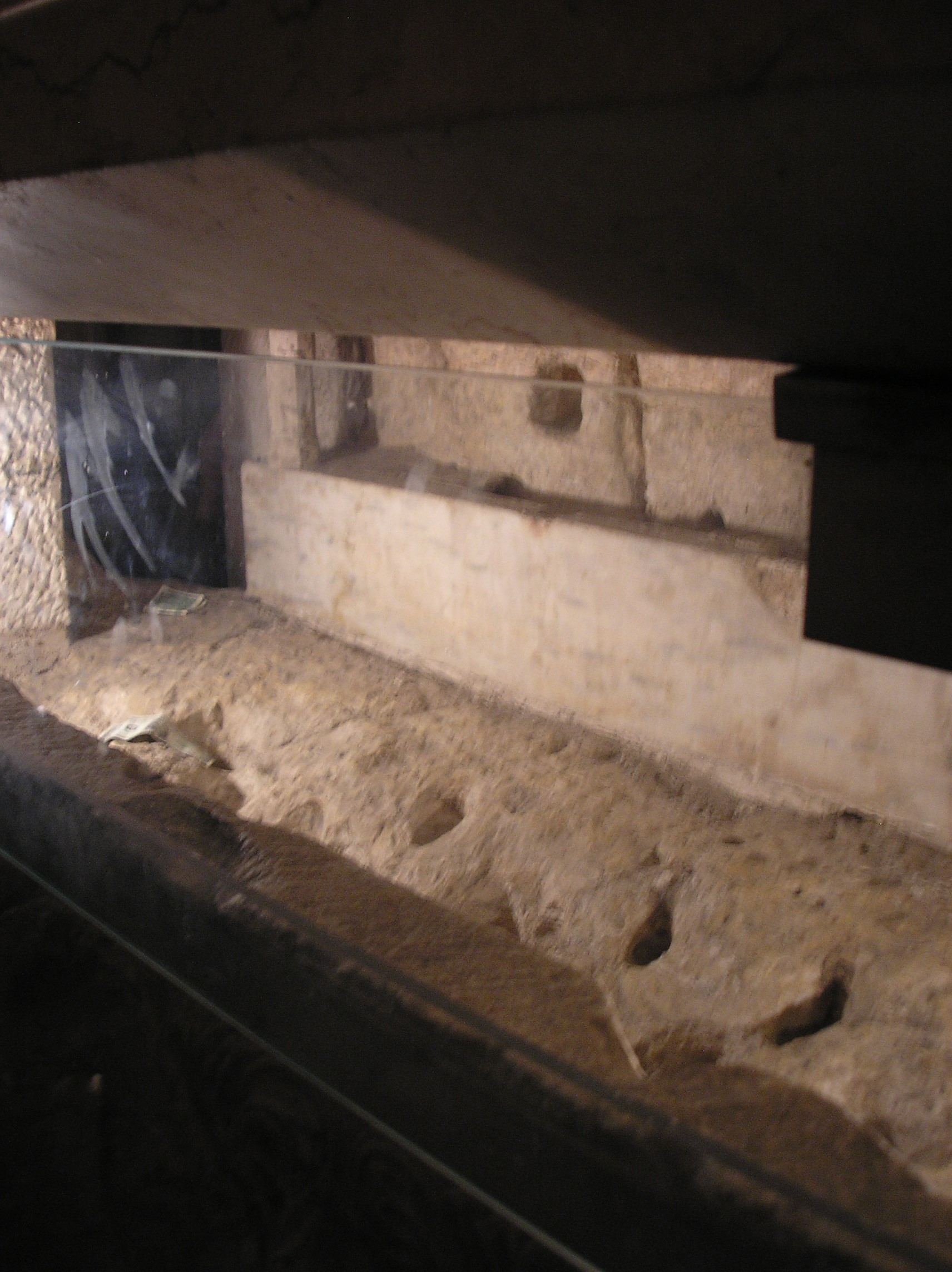
داخل القبر
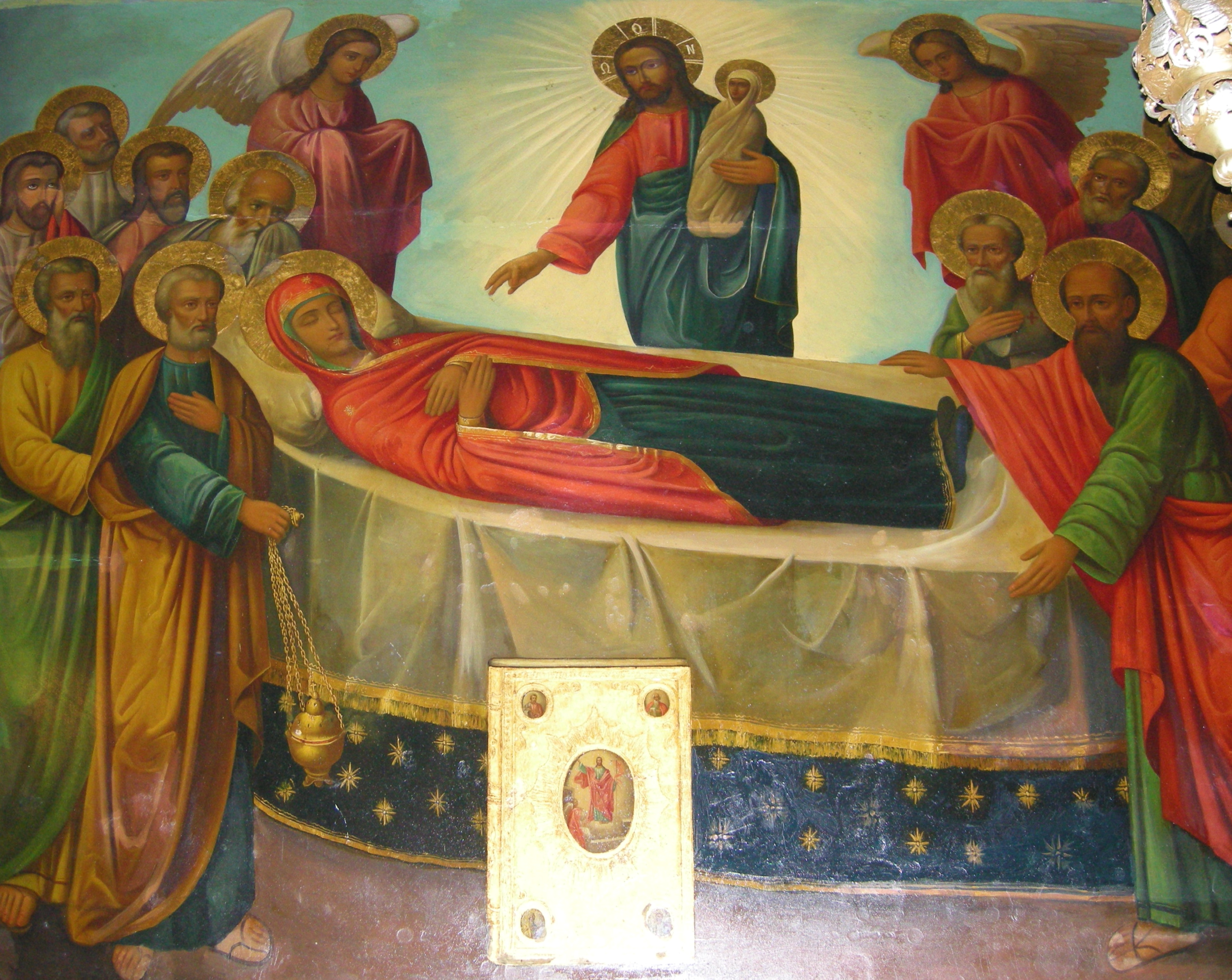
أيقونة رقاد السيدة

## ثبت المراجع
- Adomnán (1895). Pilgrimage of Arculfus in the Holy Land (about the year A.D. 670). جمعية نصوص حجاج فلسطين. (about Arculf, p. 17)
- Antoninus of Piacenza (1890). Of the Holy Places Visited by Antoninus Martyr About the year A.D. 570. London: Palestine Pilgrims' Text Society.
- Clermont-Ganneau، C.S. (1899). [ARP] Archaeological Researches in Palestine 1873–1874, translated from the French by J. McFarlane. London: Palestine Exploration Fund. ج. 1. (pp. 20–21)
- Cust، L.G.A. (1929). The Status Quo in the Holy Places. H.M.S.O. for the High Commissioner of the Government of Palestine. مؤرشف من الأصل في 2024-03-10.
- Olsson, Suzanne, Jesus in Kashmir The Lost Tomb (2019) www.rozabal.com نسخة محفوظة 2020-06-07 على موقع واي باك مشين.|Investigation in to the alleged final resting place of Mary in Mari Ashtan, Pakistan, with photos and additional resource links.
- Fabri، F. (1896). Felix Fabri (circa 1480–1483 A.D.) vol I, part II. جمعية نصوص حجاج فلسطين. (pp. 464–469)
- Geary، Grattan (1878). Through Asiatic Turkey: narrative of a journey from Bombay to the Bosphorus. London: Sampson Low, Marston, Searle & Rivington. ج. 2.
- Herbermann، C.G. (1901). Catholic Encyclopedia. Encyclopedia Press. مؤرشف من الأصل في 2023-03-06.
- Le Strange، G. (1890). Palestine Under the Moslems: A Description of Syria and the Holy Land from A.D. 650 to 1500. London: Committee of the صندوق استكشاف فلسطين. OCLC:1004386. (pp. 210, 219)
- Maundrell، H. (1703). A Journey from Aleppo to Jerusalem: At Easter, A. D. 1697. Oxford: Printed at the Theatre. (p. 102)
- Moudjir ed-dyn (1876). Sauvaire (المحرر). Histoire de Jérusalem et d'Hébron depuis Abraham jusqu'à la fin du XVe siècle de J.-C. : fragments de la Chronique de Moudjir-ed-dyn. (pp. 27, 33, 193)
- Murphy-O'Connor, J. (2008). The Holy Land: An Oxford Archaeological Guide from Earliest Times to 1700. Oxford Archaeological Guides. Oxford: Oxford University Press. ص. 148–150. ISBN:978-0-19-923666-4. مؤرشف من الأصل في 2023-03-06. اطلع عليه بتاريخ 2016-09-16.
- Phokas، J. (1889). The Pilgrimage of Johannes Phocas in the Holy Land. جمعية نصوص حجاج فلسطين. (pp. 20–21)
- Pringle، D. (2007). The Churches of the Crusader Kingdom of Jerusalem: The city of Jerusalem. مطبعة جامعة كامبريدج. ج. III. ISBN:978-0-521-39038-5. مؤرشف من الأصل في 2023-05-18. (pp. 287–306)
- Roberts، A. (1886). The Ante-Nicene Fathers: The twelve patriarchs, Excerpts and epistles, The Clementina, Apocrypha, Decretals, Memoirs of Edessa and Syriac documents, Remains of the first ages: Volume 8 of The Ante-Nicene Fathers: Translations of the Writings of the Fathers Down to A.D. 325. C. Scribner's Sons. مؤرشف من الأصل في 2023-03-06.
- Vogüé, de، M. (1860). Les églises de la Terre Sainte. مؤرشف من الأصل في 2022-11-12.(pp. 305–313)
- Warren، C.؛ Conder، C.R. (1884). The Survey of Western Palestine: Jerusalem. London: صندوق استكشاف فلسطين. (pp. 40, 402)

## روابط خارجية
- Tomb of the Virgin Mary at Sacred Destinations provides a description of the interior and history of the site.
- Jerusalem Mary`s Tomb نسخة محفوظة 2011-06-20 على موقع واي باك مشين. at http://allaboutjerusalem.com
- Assumptions About Mary (comments on the historicity of the site) at Catholic Answers.
- O Svetoj zemlji, Jerusalimu i Sinaju at http://www.svetazemlja.info
- Photos of the Tomb of the Virgin at the Manar al-Athar photo archive